# Beatles for Sale
Beatles For Sale és el quart àlbum del grup anglès de rock The Beatles, publicat el 4 de desembre del 1964 mitjançant la discogràfica Parlophone (de EMI) i produït, com tots els àlbums dels Beatles, per George Martin, qui a més va participar-hi tocant el piano a diverses cançons. L'àlbum conté vuit cançons escrites per John Lennon i Paul McCartney, a més de sis versions de clàssics del rock and roll, com «Kansas City» i «Honey Don't», aquesta última cantada per Ringo Starr.
Més de 750.000 discs es van vendre anticipadament abans de la seva publicació; va arribar al Nº 1 de les llistes britàniques, desbancant al anterior àlbum del grup, A Hard Day's Night.

## Llista de cançons
Totes les cançons foren escrites i compostes per Lennon-McCartney, excepte on s'indiqui el contrari. 
| Núm. | Títol                                                                            | Durada |
| ---- | -------------------------------------------------------------------------------- | ------ |
| 1.   | «No Reply»                                                                       | 2ː15   |
| 2.   | «I'm A Loser»                                                                    | 2:30   |
| 3.   | «Baby's In Black»                                                                | 2:04   |
| 4.   | «Rock And Roll Music» (Chuck Berry)                                              | 2:31   |
| 5.   | «I'll Follow The Sun»                                                            | 1ː48   |
| 6.   | «Mr Moonlight» (Roy Lee Johnson)                                                 | 2:38   |
| 7.   | «Kansas City / Hey-Hey-Hey-Heyǃ» (Jerry Leiber, Mike Stoller / Richard Penniman) | 2:38   |
| 8.   | «Eight Days A Week»                                                              | 2:43   |
| 9.   | «Words Of Love» (Buddy Holly)                                                    | 2:04   |
| 10.  | «Honey Don't» (Carl Perkins)                                                     | 2ː57   |
| 11.  | «Every Little Thing»                                                             | 2ː03   |
| 12.  | «I Don't Want To Spoil The Party»                                                | 2ː34   |
| 13.  | «What You're Doing»                                                              | 2ː30   |
| 14.  | «Everybody Is Trying To Be My Baby» (Carl Perkins)                               | 2ː26   |

## Personal
- John Lennon: veu solista, segona veu, harmonia vocal; guitarra rítmica acústica, guitarra rítmica; pandereta a «Everybody's Trying to Be My Baby»; picades de mans; harmònica a «I'm a Loser».[4]

- Paul McCartney: veu solista, harmonia vocal; baix; piano a «Every Little Thing»; guitarra solista acústica a «I'll Follow the Sun»; picades de mans; orgue Hammond a «Mister Moonlight».[4]
- George Harrison: veu solista a «Everybody's Trying to Be My Baby», veu en «Eight Days a Week», harmonia vocal, segona veu a «Kansas City/Hey-Hey-Hey-Hey»; guitarra rítmica acústica, guitarra solista, guitarra acústica a «Rock & Roll Music»; picades de mans; tambor africà a «Mister Moonlight».[4]
- Ringo Starr: veu a «Honey Don't»; bateria, pandereta, percussió a «I'll Follow the Sun», bongos a «Mister Moonlight», timbals a «Every Little Thing»; caixa d'embalar a «Words of Love»; picades de mans.[4]
- George Martin: piano a «No Reply», «Rock & Roll Music», «Kansas City/Hey-Hey-Hey-Hey» i «What You're Doing».[4]